# Кутеней (индейская резервация)
Кутеней (англ. Kootenai Reservation) — индейская резервация, расположенная на севере штата Айдахо, США.

## История
Исторически группы кутенаи занимали территории вдоль реки Кутеней, в некоторых районах современных штатов Монтаны и Айдахо, а также в провинции Британская Колумбия. Хотя у них не было общего языка с каким-либо другим индейским народом, они были тесно связаны с флатхедами и пан-д’орей общими территориями и смешанными браками. Их образ жизни зависел от охоты, рыбной ловли и сбора кореньев и ягод. Основой их рациона был лосось, коренья и луковицы. Культура кутенаи была полукочевой, с постоянными зимними деревнями, рядом с хорошими местами для рыбной ловли.
В 1855 году группа кутенаи, проживающая в долине реки Кутеней, отказалась подписать договор с правительством США, который потребовал бы от них уступить свои исконные земли в Айдахо и объединиться с другими племенами в Монтане. В 1896 году была создана индейская резервация Кутеней. После принятия Конгрессом США Акта Дауэса, она была упразднена и восстановлена лишь в 1974 году.
Из-за незаконной потери земли племя получило компенсацию в размере 425 000 долларов США при урегулировании земельных претензий в 1960 году. 20 сентября 1974 года 67 членов племени кутенаи Айдахо официально объявили войну Соединённым Штатам, добиваясь федерального признания. Первоначальные требования касались резервирования 520 км² и компенсации за 6470 км² земель предков. Кутенаи не прибегали к насилию и лишь привлекали внимание к их положению. В октябре 1974 года президент США Джеральд Форд подписал указ, согласно которому, племени было передано более 5 гектаров федеральной земли, окружающей бывшую миссию в Боннерс-Ферри.

## География
Резервация расположена на севере штата Айдахо в округе Баундари. Общая площадь Кутеней ныне составляет 10,9 км², штаб-квартира племени находится в городе Боннерс-Ферри.

## Демография
В 2019 году в резервации проживало 118 человек. Расовый состав населения: белые — 10 чел., коренные американцы (индейцы США) — 91 чел., представители других рас — 3 чел., представители двух или более рас — 14 человек. Плотность населения составляла 10,8 чел./км².